# أركوس دي جالون

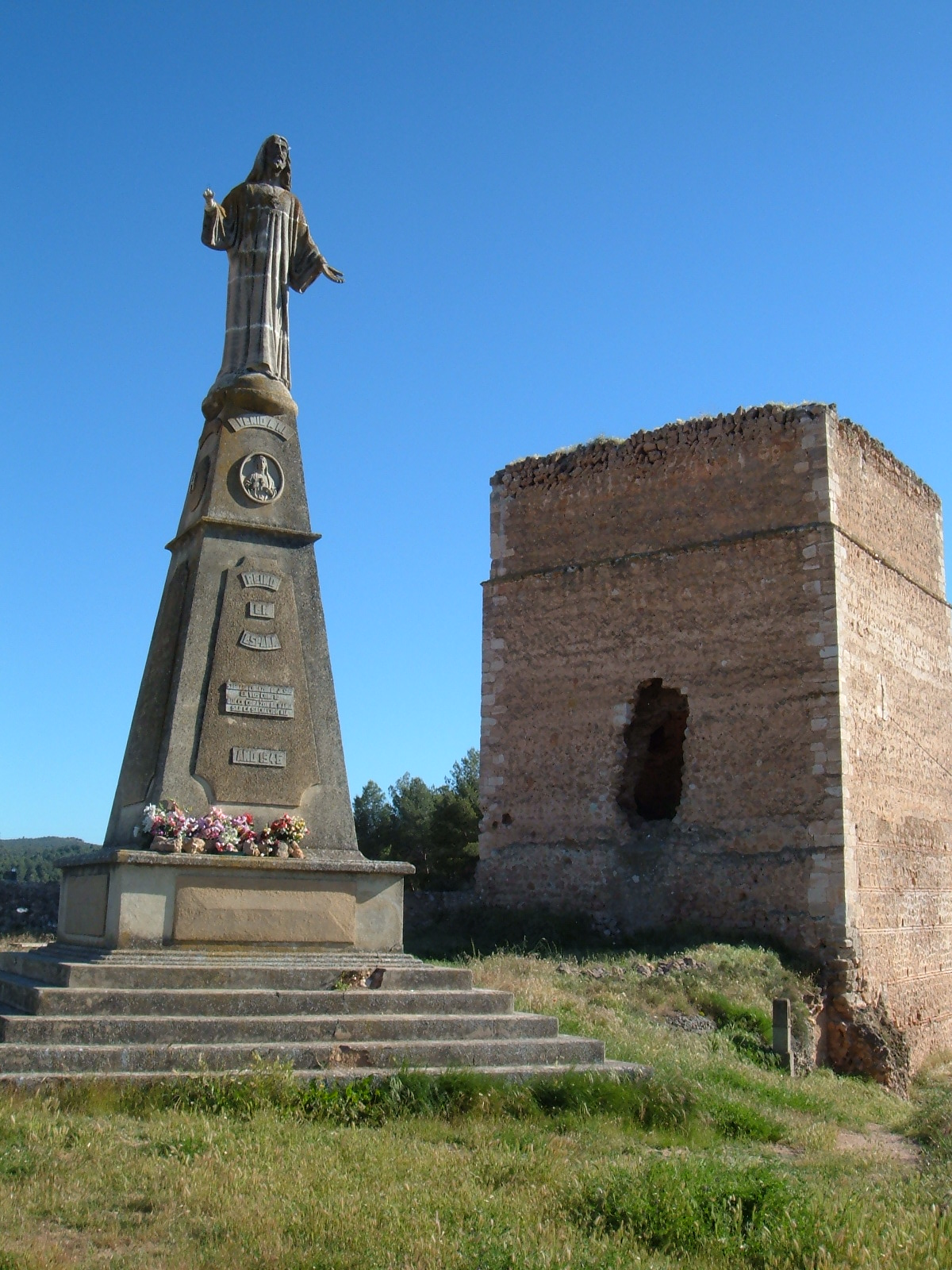
قلعة أركوس دي جالون

أركوس دي جالون (بالأسبانية: Arcos de Jalón) هي بلدية تقع في مقاطعة سوريا، قشتالة وليون، إسبانيا. اعتبارًا من 2009, بلغ عدد سكانها 1,782.

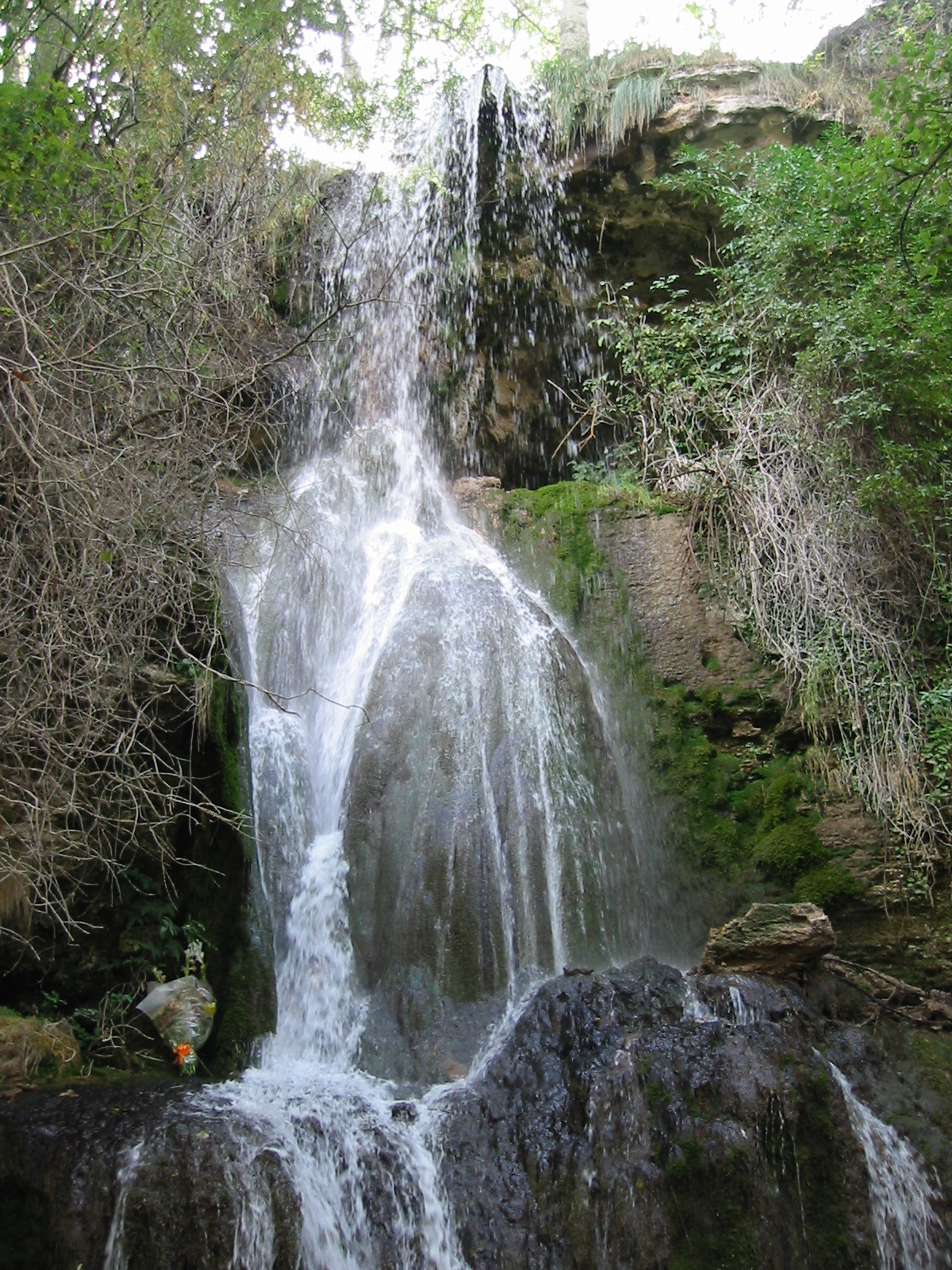
لا كورونيرا في بلدية أركوس دي جالون.

## أعلام
- لويس ديل سول
- فرنسيسكو غونزاليس